# Coppelia : La Poupée animée
Coppelia ou la Poupée animée va ser un curtmetratge mut francès de 1900 de Georges Méliès. Va ser venut per la Star Film Company de Méliès i està numerat del 307 al 308 als seus catàlegs.
La pel·lícula està inspirada en el ballet de 1870 Coppélia, que en si mateix es basa lliurement en el conte d'E. T. A. Hoffmann "Der Sandman". El ballet —probablement actuant al costat de la versió de la mateixa història a Jacques Offenbach Les Contes d'Hoffmann— va inspirar Méliès en nombroses ocasions, inclosa una il·lusió escènica al seu Théâtre Robert-Houdin així com diverses altres de les seves pel·lícules, com ara L'Impressionniste fin de siècle (1899) i Illusions funambulesques (1903).
Actualment se suposa perduda.